# Décennie 1150 en arts plastiques
Cette page concerne les années 1150 en arts plastiques.

## Naissances
- Vers 1150 : Benedetto Antelami, sculpteur italien.
- 1151 :
  - Wang Tingyun, peintre chinois.
  - Unkei, sculpteur japonais.